# 5770 (année hébraïque)
5770 (hébreu : ה'תש"ע , abbr. : תש"ע) est une année hébraïque qui a commencé à la veille au soir du 19 septembre 2009 et s'est finie le 8 septembre 2010. Cette année a compté 355 jours. Ce fut une année simple dans le cycle métonique, avec un seul mois de Adar. Ce fut la seconde année depuis la dernière année de chemitta.
En l'an 5770, l'État d'Israël a fêté ses 62 ans d'indépendance.

## Calendrier
Ce calendrier hébraïque de l'année 5770 donne les correspondances avec les dates du calendrier grégorien.
Le premier nombre dans chaque case correspond au jour du mois hébraïque. Les jours en couleurs sont des jours remarquables juifs ou israéliens.
| ◄◄ | 5770 | ►► |

## Événements
- Premier yortseit (יארצייט, mot yiddish signifiant l'anniversaire du décès) du Rav Hillel Pevzner Zatsa"l, chef de file de la communauté Loubavitch française.

## Décès
- Avrom Sutzkever
- Mordekhaï Eliyahou